# Septoria polygonicola
Septoria polygonicola är en svampart som först beskrevs av Wilhelm Gottfried Lasch, och fick sitt nu gällande namn av Pier Andrea Saccardo 1889. Septoria polygonicola ingår i släktet Septoria och familjen Mycosphaerellaceae.   Inga underarter finns listade i Catalogue of Life.